# Чаман
Чаман (урду چمن) — місто в пакистанській провінції Белуджистан, адміністративний центр округу Кіла-Абдулла.

## Географія
Центр міста розташовано на висоті 2211 м над рівнем моря.

## Атака на конвой НАТО
Пакистанські чиновники розслідують причини вибуху на державному кордоні з Афганістаном. 8 серпня 2009 року стався теракт, в результаті якого принаймні 16 вантажівок та бензовозів військ НАТО були знищені, одна людина отримала поранення. Сотні вантажівок НАТО встали у пробці на території Пакистану. Кордон було закрито упродовж двох днів через конфлікт між пакистанськими та афганськими митниками.
Місто Чаман є одним з двох основних пунктів перетину кордону для постачання зброї, призначеної для американських і натовських військ в Афганістані.

## Демографія
| 1961   | 1972   | 1981   | 1998   | 2012   |
| ------ | ------ | ------ | ------ | ------ |
| 12 208 | 14 556 | 29 793 | 65 477 | 97 602 |